# Villefranche (Gers)
Villefranche é uma comuna francesa na região administrativa de Occitânia, no departamento de Gers. Estende-se por uma área de 12,62 km². Em 2010 a comuna tinha 130 habitantes (densidade: 10,3 hab./km²).